# ディルソン・ヘレーラ
- ディルソン・エレーラ

ディルソン・ホセ・ヘレーラ・ガルシア（Dilson Jose Herrera Garcia、1994年3月3日 - ）は、コロンビアのボリーバル県カルタヘナ出身のプロ野球選手（内野手）。右投右打。現在は、フリーエージェント（FA）。
ニューヨーク・メッツ球団史上初のコロンビア出身の選手である。

## 経歴

### プロ入りとパイレーツ傘下時代
2010年にピッツバーグ・パイレーツと契約を結び、プロ入りを果たした。
2011年に傘下のルーキー級ベネズエラン・サマーリーグ・パイレーツでプロデビュー。65試合に出場して打率.308、2本塁打、27打点、66安打を記録した。
2012年はルーキー級ガルフ・コーストリーグ・パイレーツでプレーし、53試合に出場して打率.281、7本塁打、27打点、56安打を記録した。その後、A-級ステート・カレッジ・スパイクスへ昇格し、7試合に出場して打率.321、1本塁打、2打点、9安打を記録した。オフの11月に第3回WBC予選のコロンビア代表に選出された。
2013年はA級ウェストバージニア・パワーで好成績を記録し、チームメイトのグレゴリー・ポランコと共にオールスター・フューチャーズゲームの世界選抜に選出された。A級ウェストバージニアでは109試合に出場して打率.265、11本塁打、56打点、112安打を記録した。

### メッツ時代
2013年8月27日にマーロン・バード、ジョン・バックとのトレードで、ニューヨーク・メッツへ移籍した（後日、ビック・ブラックがメッツへ移籍した。）。移籍後はA級サバンナ・サンドナッツでプレーし、7試合に出場して打率.316、4打点、6安打を記録した。
2014年はA+級セントルーシー・メッツで開幕を迎え、67試合の出場で打率.307、3本塁打、23打点、87安打を記録した。その後、AA級ビンガムトン・メッツへ昇格し、61試合の出場で打率.340、10本塁打、48打点、82安打を記録した。8月28日にダニエル・マーフィーの怪我に伴い、メジャー契約を結んでアクティブ・ロースター入りした。翌29日のフィラデルフィア・フィリーズ戦で守備に就き、メジャーデビューを果たした。さらに30日同カードで、ジェローム・ウィリアムズからメジャー初安打を記録した。9月1日のマイアミ・マーリンズ戦でヘンダーソン・アルバレスからメジャー初本塁打を放った。この年コロンビア人選手で唯一メジャーデビューを果たした選手となった。メジャーでは18試合に出場にとどまり、打率.220、17三振を喫したが、13安打で3本の本塁打を放ち、11打点を記録した。二塁手の守備は、17試合で3失策を犯して守備率.963だった。
2015年は31試合に出場。打率こそ.211にとどまったが、19安打で7本の長打を放った。
2016年3月11日に第4回WBC予選のコロンビア代表に選出されたことが発表され、2大会連続2度目の選出となった。5月16日に右手中指の骨折で故障者リストに入って以降、メジャーでの出場はなく、6月30日にマイナー・オプションでAAA級ラスベガス・フィフティワンズに配属された。シーズンでは開幕からマイナー・オプションでAAA級ラスベガスに配属された。

### レッズ時代
2016年8月1日にジェイ・ブルースとのトレードで、マックス・ウテルと共にシンシナティ・レッズへ移籍した。8月2日にマイナー・オプションでAAA級ルイビル・バッツに配属された。この年はメジャーでの出場はなく、マイナーのみでプレー。メッツ傘下時代と合算で110試合に出場し、打率.274、15本塁打、64打点、7盗塁という成績を残したが、盗塁死が9と成功数を上回った。守備では、二塁手として91試合で守りに就き、6失策、守備率.986を記録した。
2017年シーズンもメジャーでの出場は無く、マイナーではAAA級ルイビルでプレーし、68試合に出場して打率.264、7本塁打、42打点、2盗塁を記録した。また、8月には右肩を手術している。
2018年3月13日に40人枠外となり、マイナー契約に切り替わってAAA級ルイビルへ配属された。シーズンでは開幕からA+級デイトナ・トーテュガスとAAA級ルイビルでプレーし、7月6日にメジャー契約を結んでアクティブ・ロースター入りした。オフの11月2日にFAとなった。

### メッツ傘下時代
2018年11月29日にニューヨーク・メッツとマイナー契約を結び、2019年のスプリングトレーニングに招待選手として参加することになった。
2019年は開幕からAAA級シラキュース・メッツでプレー。7月3日に一度自由契約となったが、5日に再びマイナー契約を結んだ。AAA級シラキュースでは117試合に出場して打率.248、24本塁打、64打点、12盗塁を記録した。 9月1日にFAとなった。

### オリオールズ時代
2019年12月5日にボルチモア・オリオールズとマイナー契約を結んだ。
2020年9月1日にメジャー契約を結んでアクティブ・ロースター入りした。9月8日にDFAとなり、12日に自由契約となった。

### ブルージェイズ傘下時代
2021年4月9日にメキシカンリーグのタバスコ・キャトルメンと契約を結んだが、メキシカンリーグ開幕前の4月28日にトロント・ブルージェイズとマイナー契約を結んだ。AAA級バッファロー・バイソンズでは53試合に出場し、打率.215、10本、27打点の成績に終わり、8月15日に自由契約となった。

### 独立リーグ時代
2022年4月13日にアトランティックリーグのスタテンアイランド・フェリーホークスと契約した。

### メキシカンリーグ時代
2023年は、開幕前の3月に開催された第回WBCのコロンビア代表に選出された。4月5日にリーガ・メヒカーナ・デ・ベイスボル（メキシカンリーグ）のカンペチェ・パイレーツと契約した。開幕から9試合に出場したが、打率.200、0本塁打、2打点という成績に終わり、5月11日に自由契約となった。
2024年2月19日に北米独立リーグであるアメリカン・アソシエーションのファーゴ・ムーアヘッド・レッドホークスと契約したが、1試合も出場することになく5月18日に自由契約となった。7月5日にメキシカンリーグのベラクルス・イーグルスと契約。19試合に出場したが、打率.204、3打点という成績に終わり、シーズン終了後に自由契約となった。

## 詳細情報

### 年度別打撃成績
| 年 度    | 球 団    | 試 合 | 打 席 | 打 数 | 得 点 | 安 打 | 二 塁 打 | 三 塁 打 | 本 塁 打 | 塁 打 | 打 点 | 盗 塁 | 盗 塁 死 | 犠 打 | 犠 飛 | 四 球 | 敬 遠 | 死 球 | 三 振 | 併 殺 打 | 打 率 | 出 塁 率 | 長 打 率 | O P S |
| -------- | -------- | ----- | ----- | ----- | ----- | ----- | -------- | -------- | -------- | ----- | ----- | ----- | -------- | ----- | ----- | ----- | ----- | ----- | ----- | -------- | ----- | -------- | -------- | ----- |
| 2014     | NYM      | 18    | 66    | 59    | 6     | 13    | 0        | 1        | 3        | 24    | 11    | 0     | 0        | 0     | 0     | 7     | 0     | 0     | 17    | 3        | .220  | .303     | .407     | .710  |
| 2015     | NYM      | 31    | 103   | 90    | 7     | 19    | 3        | 1        | 3        | 33    | 6     | 2     | 0        | 0     | 0     | 11    | 1     | 2     | 23    | 2        | .211  | .311     | .367     | .677  |
| 2018     | CIN      | 53    | 97    | 87    | 11    | 16    | 5        | 0        | 5        | 36    | 11    | 0     | 0        | 0     | 0     | 8     | 0     | 2     | 39    | 0        | .184  | .268     | .414     | .682  |
| 2020     | BAL      | 3     | 6     | 5     | 0     | 0     | 0        | 0        | 0        | 0     | 0     | 0     | 0        | 0     | 0     | 0     | 0     | 1     | 4     | 0        | .000  | .167     | .000     | .167  |
| MLB：4年 | MLB：4年 | 105   | 272   | 241   | 24    | 48    | 8        | 2        | 11       | 93    | 28    | 2     | 0        | 0     | 0     | 26    | 1     | 5     | 83    | 5        | .199  | .290     | .386     | .676  |

- 2022年度シーズン終了時

### 年度別守備成績
| 年 度 | 球 団 | 一塁（1B） | 一塁（1B） | 一塁（1B） | 一塁（1B） | 一塁（1B） | 一塁（1B） | 二塁（2B） | 二塁（2B） | 二塁（2B） | 二塁（2B） | 二塁（2B） | 二塁（2B） | 三塁（3B） | 三塁（3B） | 三塁（3B） | 三塁（3B） | 三塁（3B） | 三塁（3B） | 中堅（CF） | 中堅（CF） | 中堅（CF） | 中堅（CF） | 中堅（CF） | 中堅（CF） |
| 年 度 | 球 団 | 試 合      | 刺 殺      | 補 殺      | 失 策      | 併 殺      | 守 備 率   | 試 合      | 刺 殺      | 補 殺      | 失 策      | 併 殺      | 守 備 率   | 試 合      | 刺 殺      | 補 殺      | 失 策      | 併 殺      | 守 備 率   | 試 合      | 刺 殺      | 補 殺      | 失 策      | 併 殺      | 守 備 率   |
| ----- | ----- | ---------- | ---------- | ---------- | ---------- | ---------- | ---------- | ---------- | ---------- | ---------- | ---------- | ---------- | ---------- | ---------- | ---------- | ---------- | ---------- | ---------- | ---------- | ---------- | ---------- | ---------- | ---------- | ---------- | ---------- |
| 2014  | NYM   | -          | -          | -          | -          | -          | -          | 17         | 29         | 49         | 3          | 16         | .963       | -          | -          | -          | -          | -          | -          | -          | -          | -          | -          | -          | -          |
| 2015  | NYM   | -          | -          | -          | -          | -          | -          | 29         | 53         | 85         | 2          | 19         | .986       | -          | -          | -          | -          | -          | -          | -          | -          | -          | -          | -          | -          |
| 2018  | CIN   | 1          | 1          | 0          | 0          | 0          | 1.000      | 13         | 14         | 17         | 0          | 4          | 1.000      | 4          | 1          | 4          | 0          | 0          | 1.000      | -          | -          | -          | -          | -          | -          |
| 2020  | BAL   | 2          | 11         | 1          | 0          | 0          | 1.000      | -          | -          | -          | -          | -          | -          | -          | -          | -          | -          | -          | -          | 1          | 0          | 0          | 0          | 0          | .---       |
| MLB   | MLB   | 3          | 12         | 1          | 0          | 0          | 1.000      | 59         | 96         | 151        | 5          | 39         | .980       | 4          | 1          | 4          | 0          | 0          | 1.000      | 1          | 0          | 0          | 0          | 0          | .---       |

- 2022年度シーズン終了時

### 記録
MiLB
- オールスター・フューチャーズゲーム選出：1回（2013年）

### 背番号
- 2（2014年 - 2015年途中、2020年）
- 16（2015年途中 - 同年終了）
- 15（2018年）

### 代表歴
- 2013 ワールド・ベースボール・クラシック・コロンビア代表
- 2017 ワールド・ベースボール・クラシック・コロンビア代表
- 2023 ワールド・ベースボール・クラシック・コロンビア代表